# گاستون توبه
گاستون توبه (انگلیسی: Gaston Thubé؛ ۱۶ اکتبر ۱۸۷۶ – ۲۲ ژوئن ۱۹۷۴) قایقران قایق بادبانی اهل فرانسه بود.